# Yehonatan Geffen
Yehonatan Geffen, (auch Jonathan Geffen, hebräisch יהונתן גפן; geb. 22. Februar 1947 in Nahalal, Völkerbundsmandat für Palästina; gest. 19. April 2023 in Bet Jitzchak, Israel) war ein israelischer Sänger, Songwriter, Schriftsteller, Journalist und Übersetzer.

## Leben und Wirken

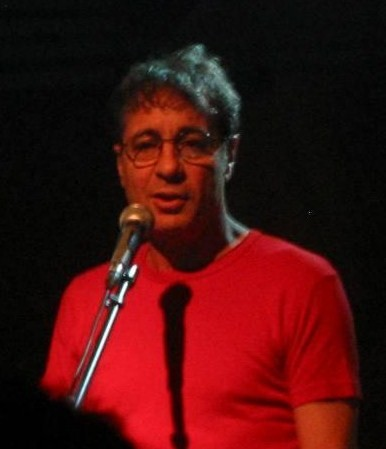
Yehonatan Geffen, 2005

Yehonatan Geffen wuchs im Moschaw Nahalal in der Jesreelebene auf. Seine Mutter Aviva Geffen, Tochter von Schmuel Dajan, war eine Schwester von Mosche Dajan, sie starb 1967 an einer Überdosis an Medikamenten. Nach seinem Militärdienst als Fallschirmjäger unter dem Kommando von Matan Vilnai zog Geffen 1969 nach Tel Aviv. Auf Anraten von Nathan Alterman veröffentlichte er zunächst einige Gedichte und machte Bekanntschaft mit der Künstlergruppe Lul. Von 1970 bis 1972 studierte er Literatur an der University of Cambridge. Nach seiner Rückkehr nach Israel verfasste er in den folgenden 40 Jahren eine wöchentliche satirische Kolumne in der Tageszeitung Maariv.
1973 kämpfte er als Reservist im Jom-Kippur-Krieg an der Südfront, wiederum als Fallschirmjäger, unter dem Kommando von Ariel Sharon und nahm dabei unter anderem an der Schlacht um die ägyptische Stadt Ismailia teil. Die monatelangen Kämpfe mit unaufhörlichen Bombardierungen und einer täglich wachsenden Liste von Toten und Verletzten brachen seine seelische Widerstandskraft. Als Mitglied eines Journalistenkollektivs prangerte er die Inkompetenz der obersten Führungsebene an. Er litt unter nächtlichen Alpträumen und erwies sich nach der Rückkehr zu seiner Familie als unfähig, seine Aufgaben als Ehemann und Vater zu erfüllen. Er verfiel dem Alkohol, um die damals noch nicht bekannte posttraumatische Belastungsstörung zu überwinden, wie dies später auch von seinem Sohn Aviv berichtet wurde. Gleichzeitig blieb er jedoch weiterhin künstlerisch produktiv tätig und stellte Shows mit einer Kombination aus eigenen Liedern und Stand-up-Auftritten im Stil von Lenny Bruce zusammen, wobei er in einem halb poetischen, halb deklamatorischen Ton Politiker und Militärs angriff. Zudem schrieb er zahlreiche Kinderlieder, von denen einige im Band Das sechzehnte Schaf 1978 veröffentlicht und vom Komponisten Yoni Rechter vertont wurden.
Im Januar 2018 veröffentlichte Geffen auf Instagram ein Gedicht, in dem er die palästinensische Aktivistin Ahed Tamimi mit weiteren Opfern von Unterdrückung verglich, darunter Jeanne d’Arc, Hannah Szenes und Anne Frank. Damit erzürnte er den damaligen Verteidigungsminister Avigdor Lieberman, der die Veröffentlichung des Gedichts unterbinden wollte und es nicht mehr im Armeerundfunk ausstrahlen ließ. Daraufhin entschuldigte sich Yehonatan Geffen und bezeichnete sein Gedicht als inhaltlichen Irrtum, beließ es jedoch auf seinem Instagram-Profil.
Geffen war auch als Übersetzer tätig und übersetzte unter anderem Der Menschenfeind von Molière ins Hebräische. Er starb im Alter von 76 Jahren an einem Herzinfarkt und wurde in seinem Geburtsort Nahalal begraben.

## Familie
Yehonatan Geffen war zweimal verheiratet, beide Ehen wurden geschieden. Aus seiner ersten Ehe stammen der Popmusiker Aviv Geffen und die Schauspielerin Shira Geffen, die mit dem Schriftsteller Etgar Keret verheiratet ist.

## Auszeichnungen
- 1983: Bernstein Prize für israelische Kinderbuchliteratur
- 2013: Preis des Ministerpräsidenten für hebräische Schriftsteller